# La batalla de cada hombre joven
La batalla de cada hombre joven es un libro Cristiano éxito de ventas escrito por Stephen Arterburn, Fred Stoeker y Mike Yorkey que también aborda la oposición al sexo prematrimonial, y a la pornografía para adolescentes. El libro es parte de una franquicia de medios de libros como La batalla de cada mujer joven, que con frecuencia están en las listas de ventas de libros cristianos top 100.
Fue publicado por WaterBrook Press, una división de Random House.
En septiembre de 2006, Fred Stoeker publicó un spin-off de La batalla de cada hombre titulado Tácticas.